# Leśna Zjawa
Leśna Zjawa – samotna turnia we wsi Siedlec, w województwie śląskim, w powiecie częstochowskim, w gminie Janów. Znajduje się w lesie, na grzbiecie wzniesienia,  kilkaset metrów na południowy zachód od ruin Zamku Ostrężnik. Pod względem geograficznym jest to obszar Wyżyny Częstochowskiej z licznymi wapiennymi  ostańcami.
Leśna Zjawa znajduje się już poza rezerwatem przyrody Ostrężnik i dopuszczalne jest uprawianie na niej wspinaczki skalnej. Ma wysokość 14 m i wszystkie jej ściany są pionowe, miejscami przewieszone. Brak łatwej drogi na jej szczyt. W 2008 r. wspinacze poprowadzili 3 drogi o trudności od VI.2 do VI.3+ w skali Kurtyki. Mają zamontowane stałe ringi i stanowiska zjazdowe. Skała cieszy się jednak niewielką popularnością.
1. Bezdroże; VI.2, 6r + st
2. Ścieżka; VI.2, 6r + st
3. Ścieżka Myrmidona; VI.3+, 6r + st[1].

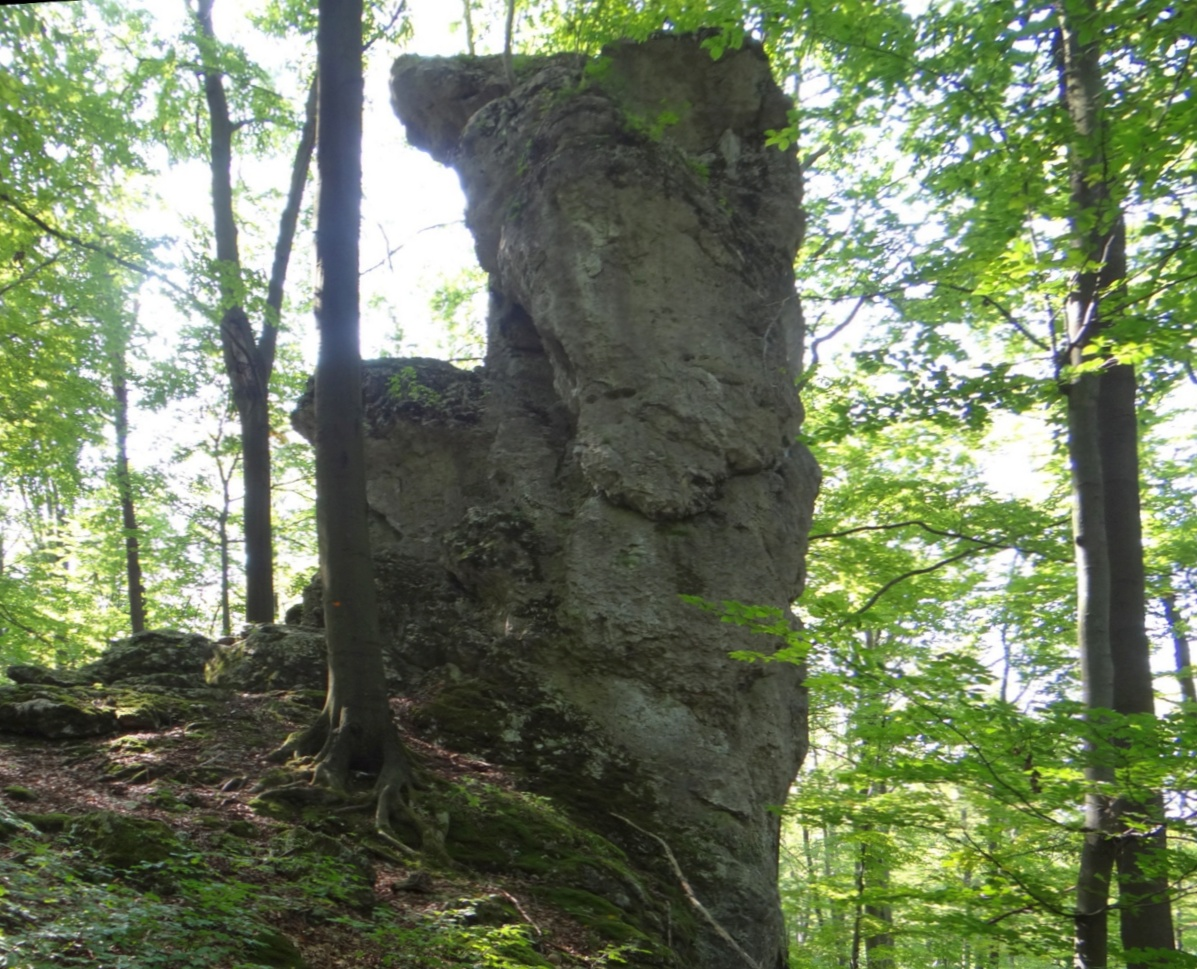
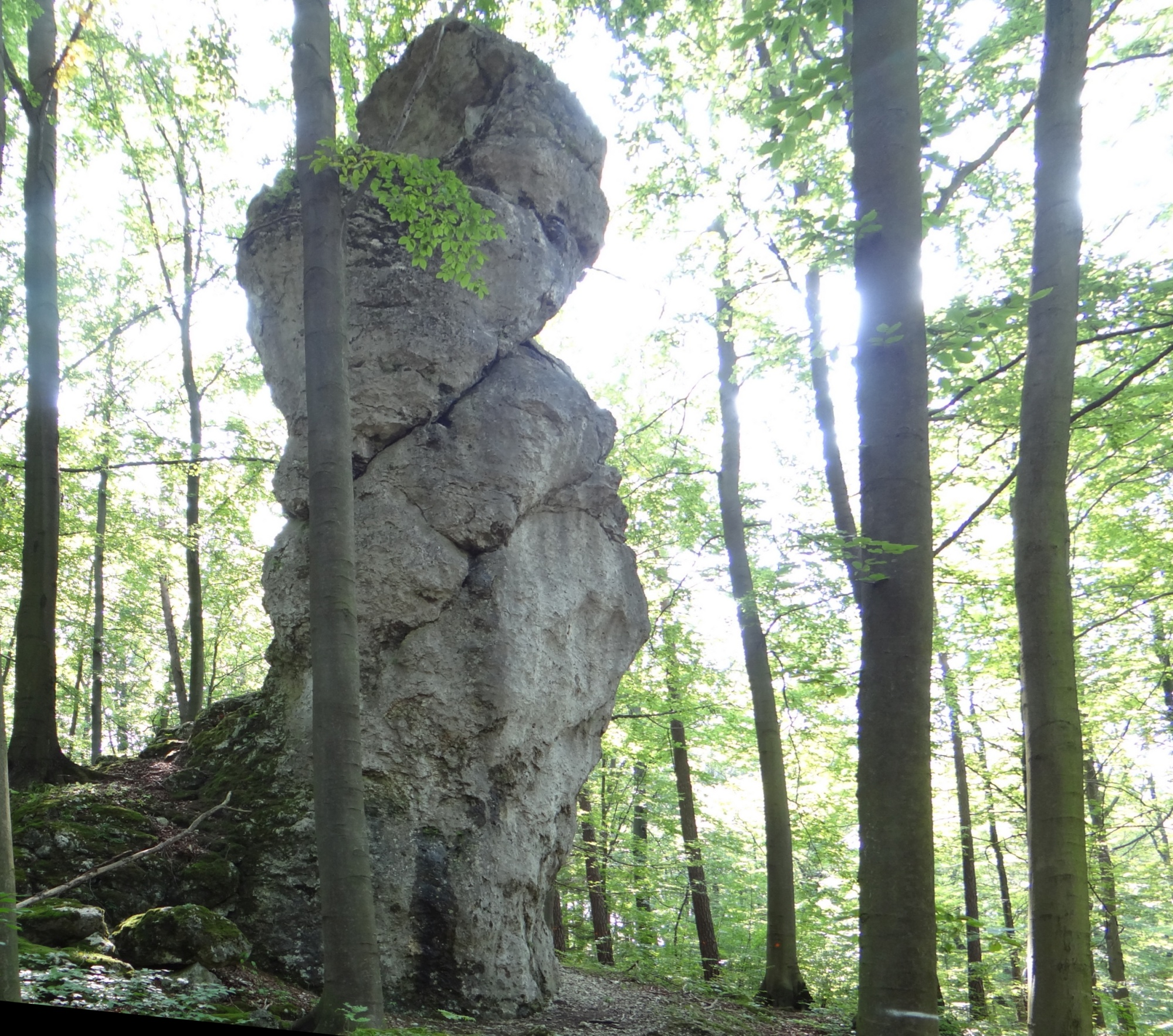
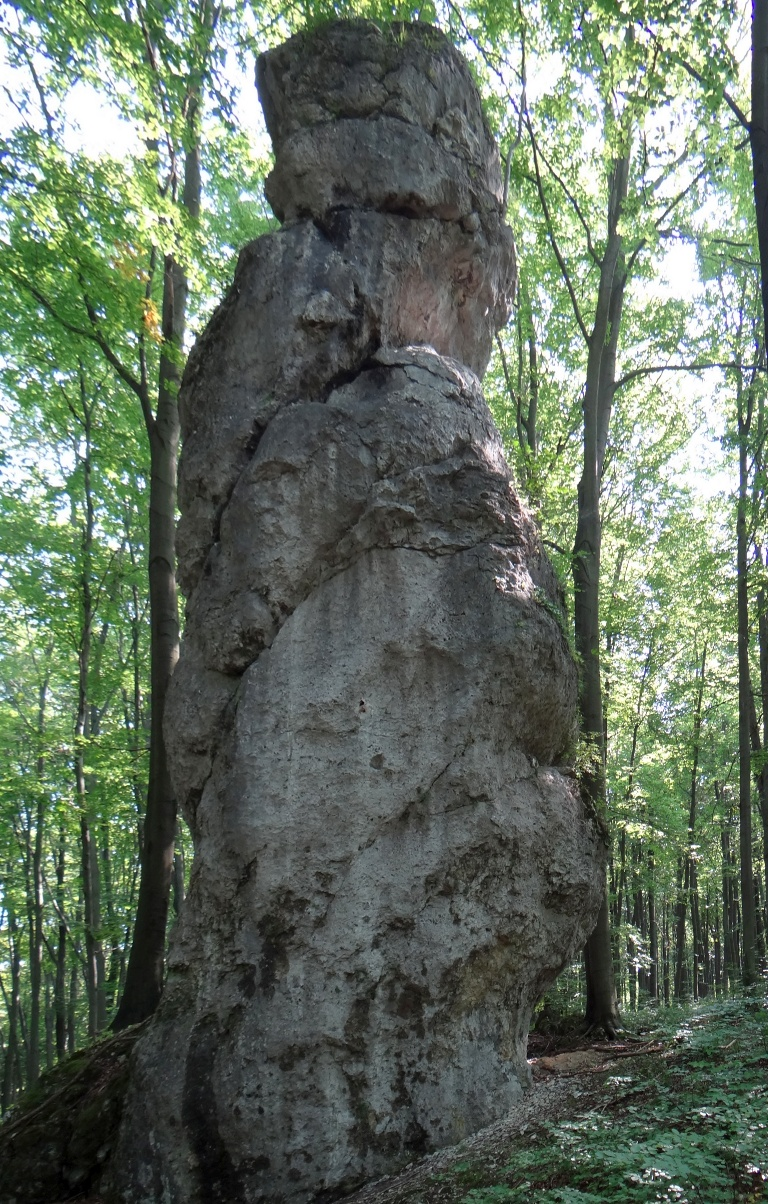
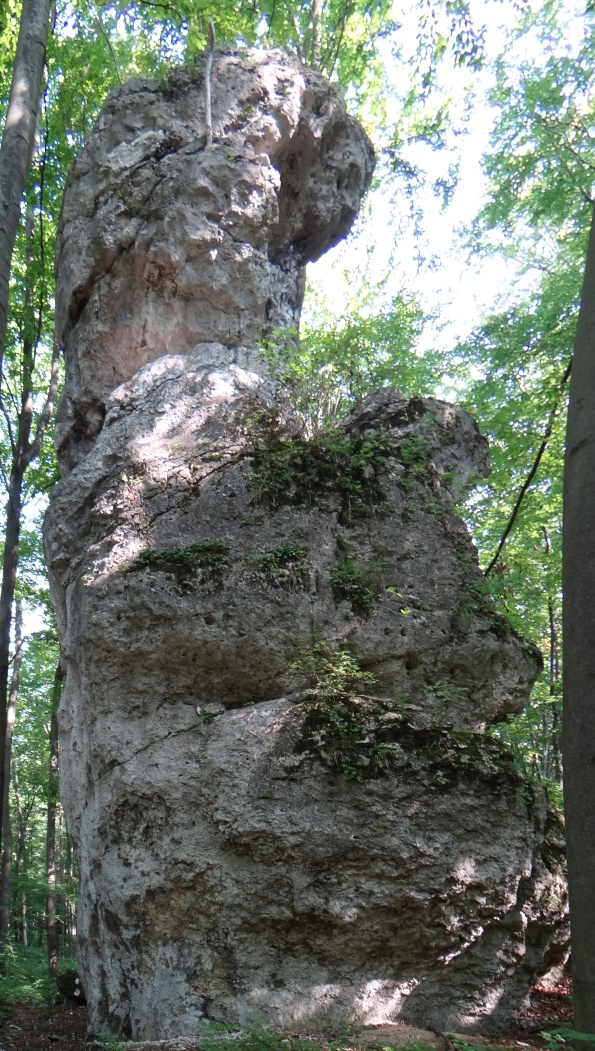
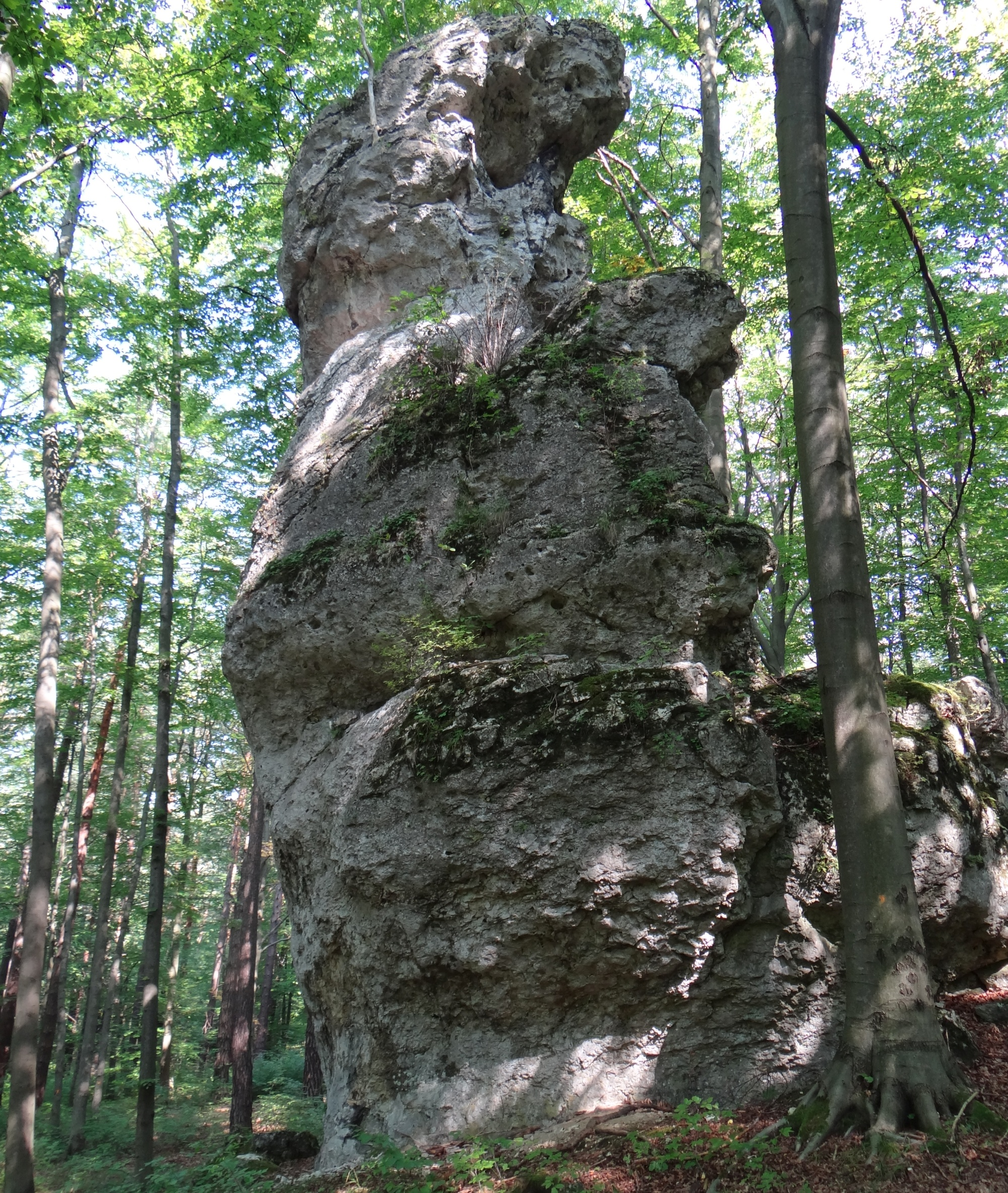
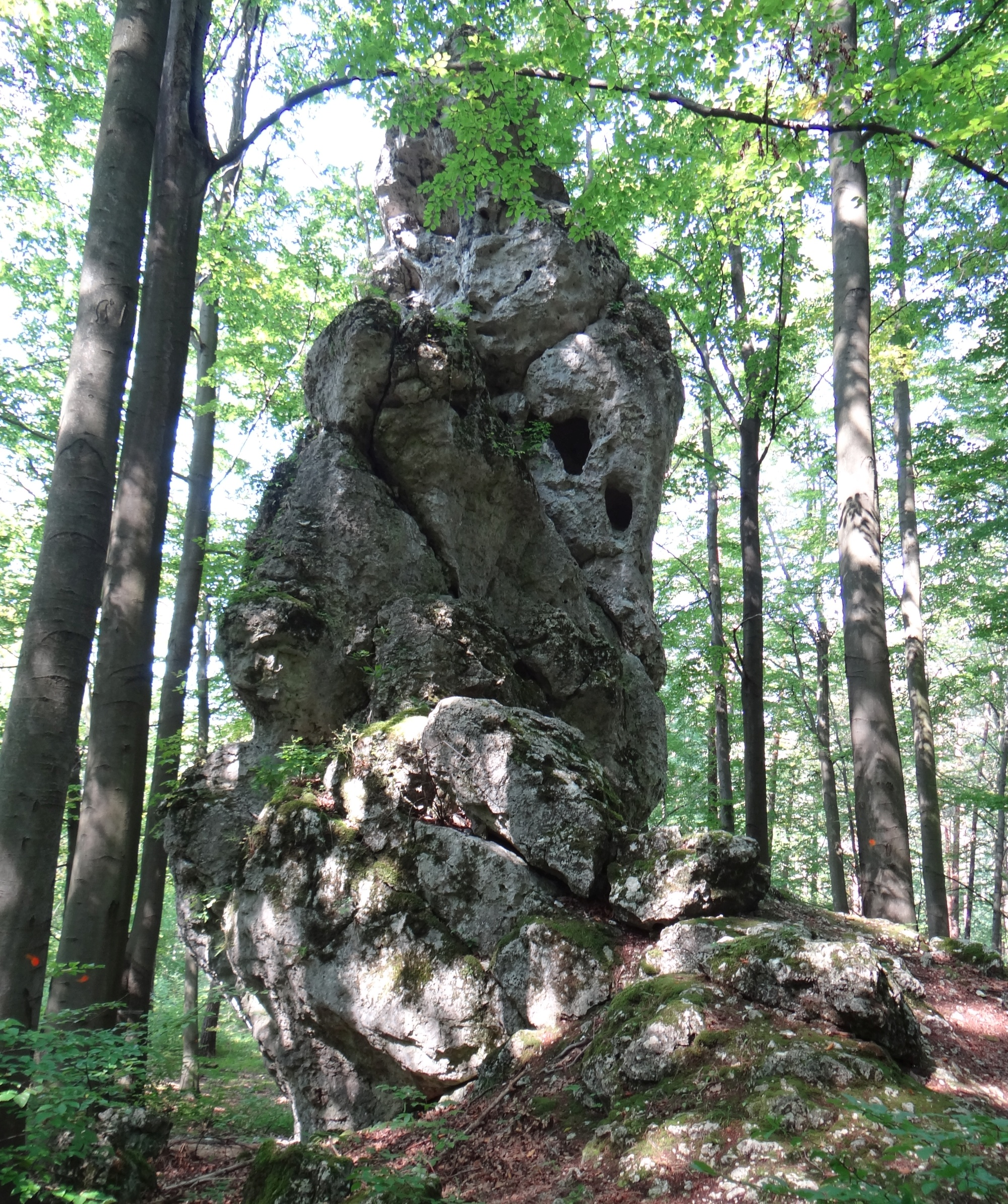